# ストレリツィ

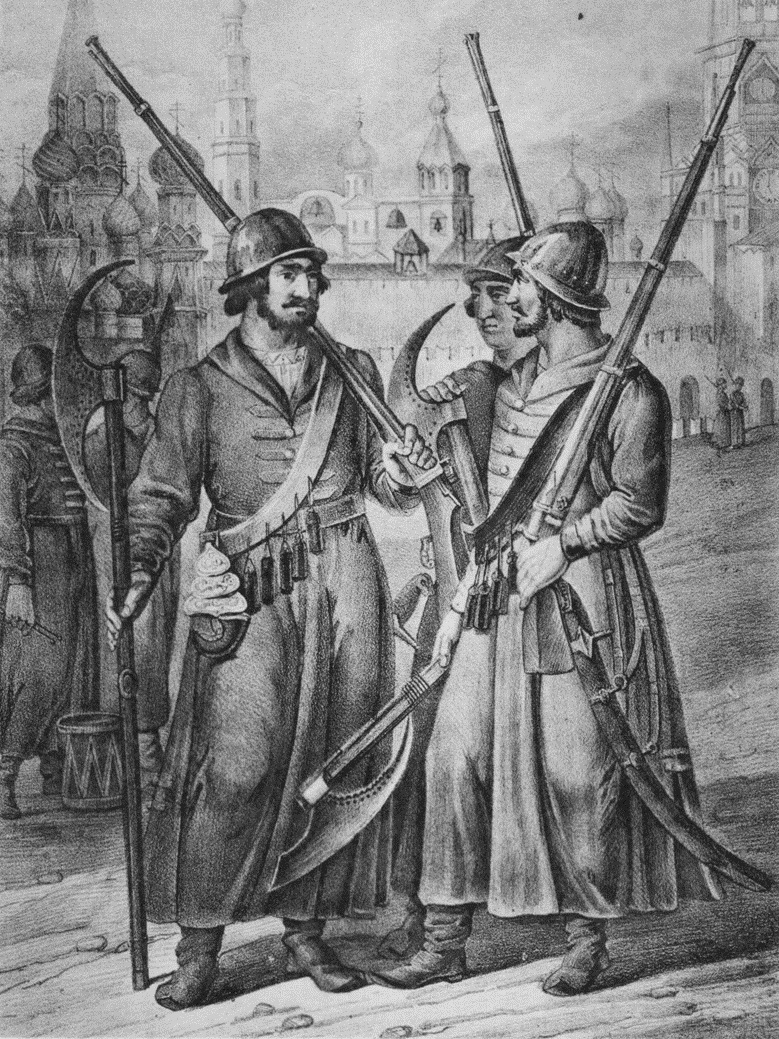
17世紀の版画に描かれたストレレッツ

ストレリツィ（露: стрельцы, 英: streltsy）は、火器を主装備とした16世紀から18世紀初期にかけて存在したモスクワ・ロシアの歩兵隊。しばしば銃兵隊と訳される。
ストレリツィは名詞ストレレッツ（ロシア語: стрелец, strelets）の複数形である。この言葉は元来射手を意味していたが、火縄銃やマスケット銃が普及してからは銃兵の意味になり、ストレリツィが組織されてからは特にその隊員を指す語となった。本稿では和訳の通例に従い、兵士を意味するときは複数人いてもストレレッツの語を用い、軍組織を意味するときだけストレリツィの語を用いる。

## 歴史

### 16世紀

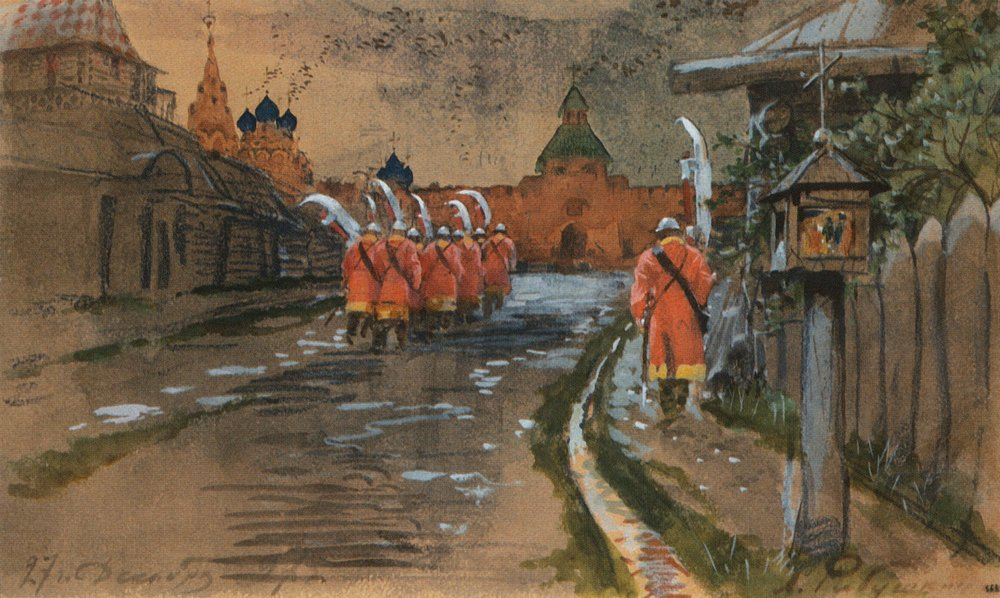
モスクワをパトロールするストレレッツ Andrei Ryabushkin 1897年作

1540年代から1550年代にかけて、ツァーリ・イヴァン4世により、当時ロシアに頻繁に侵入していたタタールなどの外敵に対抗する目的で、皇帝直属の近衛銃兵隊であるストレリツィが編成された。これはロシア史上初の常備軍と言えるもので、制服を与えられ、火器を扱うための訓練を受けていた。この隊に所属するストレレッツは終身勤務であり、初期には商人や農民などの平民から徴集されていたが、次第に世襲的な軍人階級となっていった。
当初の兵力は、500名のストレレッツで構成されたpriborと呼ばれる連隊（後にprikaz、polkと改名された）が6隊であったが、時代とともに増員されていき、16世紀末にはおよそ20,000人から25,000人、1681年には55,000人のストレレッツが存在した。このとき、およそ半数のストレレッツはモスクワの精鋭軍に所属し、皇帝の勅命により軍事作戦に参加するほか、首都の治安維持にあたる警察官としての役目を果たしていた。残り半数は地方都市に駐屯し、その都市の軍司令官(vaivode)の指揮下で国境警備などを行っていた。
ストレレッツには郊外に専用の居住区(slobody)が与えられ、俸給と食糧の支給を受けていた。また地域によっては、俸給の代わりに小さな土地を与えられることもあった。俸給は十分とは言えず、収入を補うために手工業や交易などを営むことが許されていたが、これが次第にストレレッツ間の財産の不平等や、商人との癒着などを生じさせることとなる。
1552年のカザン征服、リヴォニア戦争、17世紀初頭のポーランド・スウェーデンによる侵略（ロシア・ポーランド戦争、イングリア戦争）など、数々の戦闘でストレリツィはロシア軍の主力部隊として活躍した。

### 17世紀後半

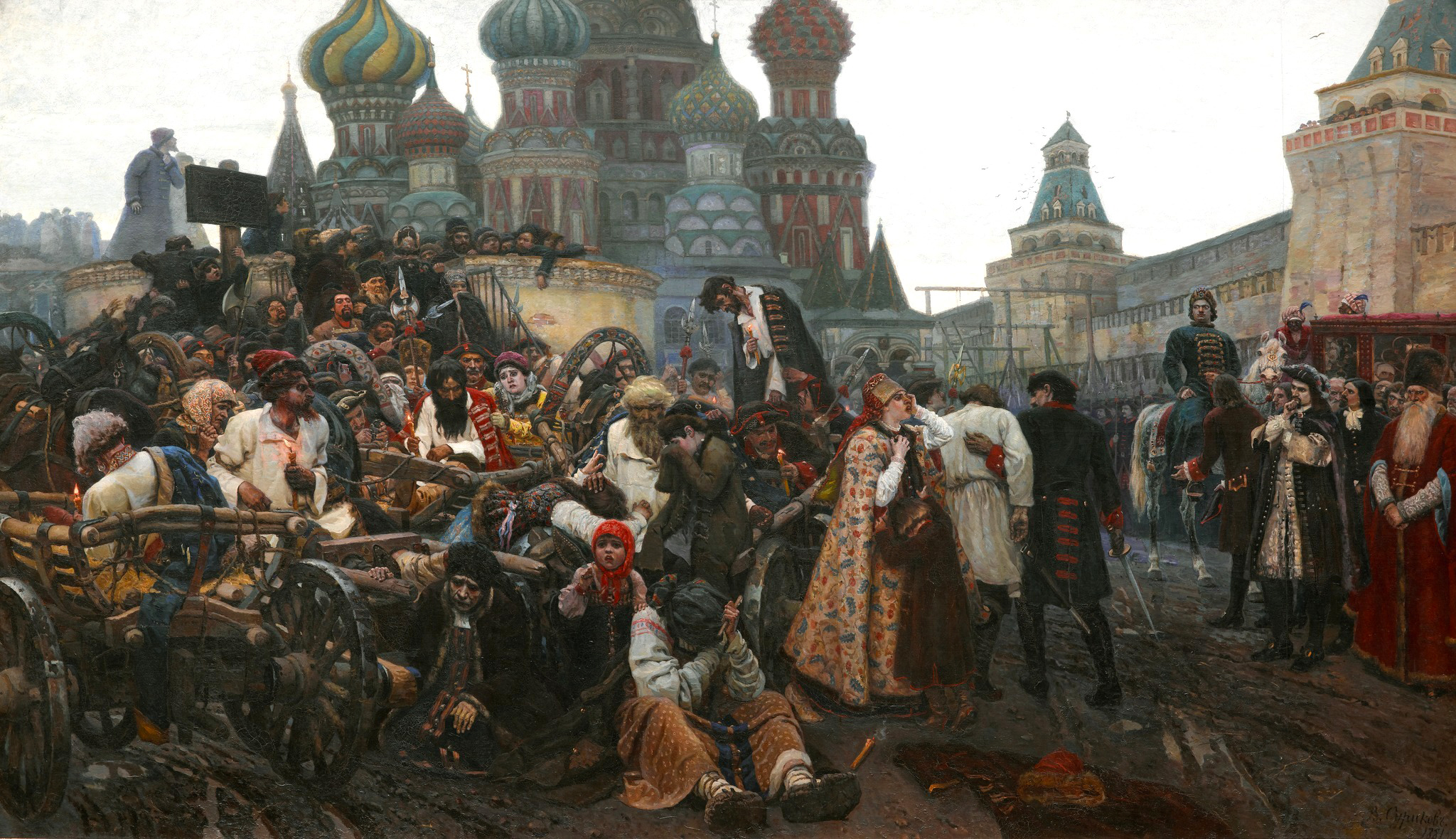
銃兵処刑の朝（1698年に反乱を起こしたストレレッツがモスクワの赤の広場で処刑される場面） Vasily Ivanovich Surikov 1881年作

17世紀後半には新しく編成されたロシア正規軍に比べて時代遅れとなっていった。また17世紀から18世紀にかけて、農奴や民衆による暴動が相次いだ。このとき、過酷な軍役、度重なる俸給の遅延、地方官吏などによる権力の濫用に不満を抱いていたストレレッツ（特に貧しい者たち）も暴動に加わることとなった。一方モスクワの上位階級のストレレッツは、政府の権力争いに積極的に関与するようになり、17世紀末には政治に対してかなりの影響力を及ぼすようになっていた。
1682年、皇帝フョードル3世が死去した後、その姉ソフィア・アレクセーエヴナらの扇動により一部のストレレッツが暴動を起こした（ストレリツィの蜂起 (1682年)）。この政変により、病弱なイヴァン5世とまだ幼いピョートル1世が共同で皇帝となり、彼らの代わりにソフィアが摂政として実権を握ることとなった。この体制は1689年にピョートル1世がクーデターを起こし、ソフィアを失脚させるまで続くこととなる。
その後ピョートル1世は近代化政策を進めるとともにストレレッツの軍事的・政治的活動に対して徐々に制限をかけていった。これに反発するストレレッツにより、1698年7月にモスクワで大規模なストレリツィの蜂起 (1698年)が起きたが、ピョートル大帝により鎮圧され、モスクワのストレリツィの解散命令が出されることとなった。しかしながら、1700年のナルヴァの戦いでの敗北を受け、政府はストレリツィの解散をいったん中止し、大北方戦争の重要な局面、特に1711年のプルート川の戦いなどにストレリツィの精鋭軍を投入した。その後、ストレリツィはロシア正規軍に吸収されていった。1711年にはモスクワのストレリツィが廃止され、また1716年までに地方都市のストレリツィも徐々に解散・再編成されていき、その歴史に幕を下ろした。

## 装備と戦術
ストレレッツの主装備はマッチロック式（火縄式）、もしくはフリントロック式マスケット銃であり、用兵的には同時期のヨーロッパ諸国のマスケット銃兵とほぼ同様であった。また、白兵戦用にバルディッシュ（三日月斧）と呼ばれる長柄の斧を装備していたが、これは射撃時には銃架としても用いた。この他、特に指揮官はサーベル、パイクなどを携行することもあった。